# Isaquias Queiroz
Isaquias Queiroz dos Santos (Ubaitaba, 3 januari 1994) is een Braziliaans kanovaarder. 
Queiroz behaalde tijdens de Olympische Zomerspelen 2016 in eigen land drie medailles, zilver op de C-1 & C-2 1000m meter en de bronzen medaille op de C-1 200m. Vijf later tijdens de uitgestelde Olympische Zomerspelen 2020 won Queiroz de gouden medaille op de C-1 1000 meter.
Queiroz werd zesmaal wereldkampioen.

## Belangrijkste resultaten

### Olympische Zomerspelen
| Editie | Plaats         | Resultaten                   |
| ------ | -------------- | ---------------------------- |
| 2016   | Rio de Janeiro | C-1 200m C-1 1000m C-2 1000m |
| 2020   | Tokio          | C-1 1000m 4e C-2 1000m       |

### Wereldkampioenschappen sprint
| Jaar | Plaats           | Resultaten                             |
| ---- | ---------------- | -------------------------------------- |
| 2013 | Duisburg         | C-1 1000m · C-1 500m                   |
| 2014 | Moskou           | C-1 500m · Finale C-1 1000m · C-2 200m |
| 2015 | Milaan           | C-1 200m · C-2 1000m                   |
| 2017 | Račice           | C-1 1000m                              |
| 2018 | Montemor-o-Velho | C-1 500m · C-1 1000m · C-2 500m        |
| 2019 | Szeged           | C-1 1000 m · C-2 1000 m                |

1936: Francis Amyot ·
1948: Josef Holeček ·
1952: Josef Holeček ·
1956: Leon Rotman ·
1960: János Parti ·
1964: Jürgen Eschert ·
1968: Tibor Tatai ·
1972: Ivan Patzaichin ·
1976: Matija Ljubek ·
1980: Ljoebomir Ljoebenov ·
1984: Ulrich Eicke ·
1988: Ivans Klementjevs ·
1992: Nikolai Boechalov ·
1996: Martin Doktor ·
2000: Andreas Dittmer ·
2004: David Cal ·
2008: Attila Vajda ·
2012: Sebastian Brendel ·
2016: Sebastian Brendel ·
2020: Isaquias Queiroz ·
2024: Martin Fuksa